# Episodi di The Office (sesta stagione)
La sesta stagione della serie televisiva The Office, composta da 26 episodi, è andata in onda negli Stati Uniti d'America dal 17 settembre 2009 al 20 maggio 2010 sul canale statunitense NBC.
In Italia la stagione è stata pubblicata da Prime Video nel 2018.
| nº | Titolo originale             | Titolo italiano            | Prima TV USA      | Pubblicazione Italia |
| -- | ---------------------------- | -------------------------- | ----------------- | -------------------- |
| 1  | Gossip                       | Gossip                     | 17 settembre 2009 | febbraio 2018        |
| 2  | The Meeting                  | La riunione                | 24 settembre 2009 | febbraio 2018        |
| 3  | The Promotion                | La promozione              | 1º ottobre 2009   | febbraio 2018        |
| 4  | Niagara (part 1 e 2)         | Niagara: Parte 1 e 2       | 8 ottobre 2009    | febbraio 2018        |
| 5  | Niagara (part 1 e 2)         | Niagara: Parte 1 e 2       | 8 ottobre 2009    | febbraio 2018        |
| 6  | Mafia                        | Mafia                      | 15 ottobre 2009   | febbraio 2018        |
| 7  | The Lover                    | L'amante                   | 22 ottobre 2009   | febbraio 2018        |
| 8  | Koi Pond                     | La vasca delle carpe koi   | 29 ottobre 2009   | febbraio 2018        |
| 9  | Double Date                  | Doppio appuntamento        | 5 novembre 2009   | febbraio 2018        |
| 10 | Murder                       | Omicidio                   | 12 novembre 2009  | febbraio 2018        |
| 11 | Shareholder Meeting          | Riunione degli azionisti   | 29 novembre 2009  | febbraio 2018        |
| 12 | Scott's Tots                 | I pargoli di Scott         | 3 dicembre 2009   | febbraio 2018        |
| 13 | Secret Santa                 | Babbo Natale segreto       | 10 dicembre 2009  | febbraio 2018        |
| 14 | The Banker                   | Il banchiere               | 21 gennaio 2010   | febbraio 2018        |
| 15 | Sabre                        | Sabre                      | 4 febbraio 2010   | febbraio 2018        |
| 16 | The Manager and the Salesman | Il manager e il venditore  | 11 febbraio 2010  | febbraio 2018        |
| 17 | The Delivery (part 1 e 2)    | Il parto: Parte 1 e 2      | 4 marzo 2010      | febbraio 2018        |
| 18 | The Delivery (part 1 e 2)    | Il parto: Parte 1 e 2      | 4 marzo 2010      | febbraio 2018        |
| 19 | St. Patrick's Day            | La festa di San Patrizio   | 11 marzo 2010     | febbraio 2018        |
| 20 | New Leads                    | Nuove liste                | 18 marzo 2010     | febbraio 2018        |
| 21 | Happy Hour                   | Happy hour                 | 25 marzo 2010     | febbraio 2018        |
| 22 | Secretary's Day              | Il Giorno della Segretaria | 22 aprile 2010    | febbraio 2018        |
| 23 | Body Language                | Linguaggio del corpo       | 29 aprile 2010    | febbraio 2018        |
| 24 | The Cover-Up                 | L'insabbiamento            | 6 maggio 2010     | febbraio 2018        |
| 25 | The Chump                    | L'idiota                   | 13 maggio 2010    | febbraio 2018        |
| 26 | Whistleblower                | Il delatore                | 20 maggio 2010    | febbraio 2018        |

## Gossip
- Titolo originale: Gossip
- Diretto da: Paul Lieberstein
- Scritto da: Paul Lieberstein

### Trama
Mentre l'ufficio si prepara a salutare i tre tirocinanti in servizio estivo alla Dunder Mifflin, Michael viene a scoprire proprio da uno di loro che Stanley sta attraversando una crisi di mezza età assieme con la moglie, e comincia a spargere la diceria in ufficio, venendo tuttavia smentito da Phyllis. Il regional manager, così, interroga i tirocinanti, scoprendo che Stanley sta in realtà avendo una relazione adulterina con la sua ex infermiera Cynthia. Galvanizzato dall'essere finalmente parte di qualcosa di esclusivo, Michael decide di far girare la voce all'insaputa di Stanley, venendo tuttavia ammonito da Jim, che gli spiega di dover verificare quantomeno che la cosa sia vera, prima di diffonderla ai quattro venti. Michael si rivolge così a Stanley, che, messo con le spalle al muro, confessa a Michael il segreto, chiedendogli tuttavia di non farne parola con nessuno.
Michael entra così nel panico, avendo ormai già diffuso la voce, e per rimediare comincia a spargere false dicerie sul conto di ciascun dipendente: ben presto, tutti cominciano a rendersi conto della cosa, ma la situazione precipita quando Jim e Pam (che hanno ammesso solo alle telecamere di essere in dolce attesa) scoprono che l'intero ufficio sa che l'ex segretaria è incinta, a causa di una falsa voce inconsapevolmente veritiera. I colleghi si confrontano, e capiscono che il responsabile di ciò è Michael, che infine confessa. Il regional manager spiega di aver inventato ogni cosa, eccetto il segreto di una singola persona, frase che inevitabilmente porta Jim e Pam a confessare la gravidanza, salvando Stanley. Michael, pur contento per Jim e Pam, decide di contattare ugualmente la moglie di Stanley, causando involontariamente la fine del matrimonio di Stanley.

## La riunione
- Titolo originale: The Meeting
- Diretto da: Randall Einhorn
- Scritto da: Aaron Shure

### Trama
Mentre la filiale di Scranton fatica a tenere il passo con l'accresciuta mole di lavoro, a causa della chiusura della filiale di Buffalo, Wallace arriva per sostenere un colloquio con Jim, al quale vieta tuttavia a Michael di assistere. Il regional manager, insospettitosi della cosa, viene poi a sapere da Wallace che Jim ha richiesto una promozione a regional manager di Scranton, il che porterebbe Michael all'ottenimento dell'incarico di supervisore del nord-est per la Dunder Mifflin. Pur allettato da tale proposta, Michael fa di tutto per screditare Jim, la cui proposta viene quindi respinta da Wallace.
Intanto, in ufficio Pam porta avanti l'organizzazione delle nozze con Jim, che verranno celebrate alle cascate del Niagara: con sua sorpresa, però, la donna constata che l'intero ufficio si presenterà, su esortazione di Michael. Dwight, invece, convince Toby a indagare sull'infortunio sul lavoro che Darryl si è procurato, per evitare di concedere la mutua: dopo aver sorvegliato la sua abitazione, e dopo aver aggredito verbalmente la sorella del magazziniere scambiandola per Darryl stesso, i due sono costretti a scusarsi; tuttavia, Dwight scopre che Darryl ha subito l'infortunio per un uso improprio del muletto, e dopo aver deciso di denunciarlo viene a sua volta denunciato dal magazziniere, per molestie contro la sorella.
Jim, nel mentre, scopre che Michael ha sabotato il suo colloquio di lavoro, e frustrato lascia l'ufficio: Michael, sentendosi in colpa, lo trattiene, e i due vengono contattati da Wallace, che risolve la cosa offrendo a entrambi il ruolo di co-manager di Scranton. Quando Michael annuncia agli impiegati l'evento, ciò scatena un accesso di rabbia in Dwight.

## La promozione
- Titolo originale: The Promotion
- Diretto da: Jennifer Celotta
- Scritto da: Jennifer Celotta

### Trama
La convivenza di Jim e Michael come regional manager stenta a decollare, e Michael continua a non vedere di buon occhio il collega, geloso del suo incarico e sospettoso degli intenti di Jim, che cerca in ogni modo di modificare le abitudini d'ufficio. I due si ritrovano però costretti a cooperare quando Wallace li informa di dover trovare un modo per sopperire all'impossibilità di un aumento di salario a tutti gli impiegati dell'ufficio, a causa del calo di introiti. Michael si dimostra poco collaborativo, mentre Jim fa di tutto per organizzare a dovere il lavoro: il ragazzo è anzi fiducioso di sé, e decide di assegnare l'aumento di salario esclusivamente ai salesman d'ufficio. Annunciando ciò, gli accountant si ribellano alla decisione del loro superiore, e Michael cerca di rattoppare la situazione, senza riuscirci. Dwight approfitta della tensione, aizzando sempre più gli impiegati contro Jim, verso il quale prova profonda invidia. Michael e Jim, a fine giornata, non riusciranno a risolvere il problema, ma tra i due comincia a sorgere della serenità.
Intanto, Pam decide di informare i colleghi della possibilità di fare contributi in denaro come regalo di nozze, anziché optare per un regalo sulla lista.

## Niagara
- Titolo originale: Niagara (part 1 & 2)
- Diretto da: Paul Feig
- Scritto da: Greg Daniels e Mindy Kaling

### Trama
È giunto il weekend delle nozze di Jim e Pam, e l'intero staff della Dunder Mifflin di Scranton lascia gli uffici per recarsi alle cascate del Niagara, dove si celebrerà il matrimonio. Michael è entusiasta, ma alla reception dell'albergo dove gli invitati alloggeranno scopre di non aver prenotato alcune stanza, ed è quindi costretto a elemosinare da Dwight un posto letto. Intanto, i due futuri coniugi cercano di avvisare ogni invitato di non far menzione della gravidanza di Pam, cosa che manderebbe su tutte le furie Meemaw, la nonna di quest'ultima. Arriva ben presto la sera, e si svolge la consueta cena, durante la quale Jim decide di tenere un discorso nel quale, involontariamente, rivela tuttavia la gravidanza di Pam, indignando Meemaw. I festeggiamenti, comunque, proseguono, e mentre Dwight e Michael tentano di approcciare le invitate donne, Andy organizza un festino nella sua stanza, e nel ballare compie una spaccata che gli causa una rottura scrotale, il che lo costringe a un intervento ospedaliero.
Il mattino dopo, tutti gli invitati si ritrovano: Pam ha prestato assistenza ad Andy, essendo l'unica persona sobria rimasta, mentre Michael ha dormito in uno sgabuzzino, dato che Dwight ha portato in camera con sé Isabel, la migliore amica di Pam. Dopo la colazione, tutti si ritrovano nella chiesa dove avverranno le nozze: Pam, dopo aver per errore strappato il velo, chiede aiuto a Jim, domandandosi se sia questa la cerimonia che vogliono, e i due lasciano i festeggiati per circa un'ora, mentre Andy perde le sue possibilità con Erin e Michael fa la conoscenza di Helena, madre di Pam. Dopo circa un'ora di ritardo, i due fidanzati si presentano in chiesa, e la cerimonia viene celebrata sulle note di Forever. Nel montaggio, le telecamere mostrano che i due si sono recati alle cascate del Niagara, e hanno celebrato privatamente la loro unione, per poi celebrarla nuovamente in chiesa, nel giubilo generale. A fine giornata, le telecamere colgono di soppiatto Michael e Helena entrare nella camera di quest'ultima.
- Altri interpreti: Linda Purl (Helena), Kelen Coleman (Isabel), Peggy Stewart (Meemaw)

## Mafia
- Titolo originale: Mafia
- Diretto da: David Rogers
- Scritto da: Brent Forrester

### Trama
In ufficio fa visita un venditore di assicurazioni, che, pur venendo liquidato gentilmente da Michael, desta i sospetti di Andy e Dwight: i due, scoperto che il venditore si chiama Angelo Grotti, cominciano a ipotizzare che l'uomo possa essere un affiliato della mafia, e allarmano Michael stesso, ammonendolo sui pericoli che corre. Oscar cerca di fronteggiare questo delirio, ma ha difficoltà in quanto Jim e Pam, in luna di miele, non possono fornirgli il proprio sostegno. Guidato da Andy e Dwight, Michael decide di incontrare nuovamente Grotti, e sentendosi intimorito decide di acquistare il pacchetto assicurativo, rendendosi a posteriori conto di non potersi permettere ciò. Il regional manager, pur chiedendo aiuto a Oscar, continua a temere brutte ripercussioni, così Dwight e Andy si accordano per fargli credere che l'uomo non sia realmente un mafioso. Michael trova quindi il coraggio per annullare l'acquisto dell'assicurazione, e viene esaltato dai due dipendenti, nell'imbarazzo generale dell'ufficio.
- Altri interpreti: Mike Starr (Angelo Grotti)

## L'amante
- Titolo originale: The Lover
- Diretto da: Lee Eisenberg
- Scritto da: Lee Eisenberg e Gene Stupnitsky

### Trama
Di ritorno dalla luna di miele in Porto Rico, Jim e Pam ritornano a trascorrere il proprio tempo con i colleghi. Durante la pausa pranzo, parlando con Jim, Michael confessa all'uomo di star frequentando Helena, la madre di Pam, causando un acceso disappunto nel neo-marito: Jim, per proteggere Pam, cercherà di tenerla all'oscuro della cosa, ma al momento di consegnare il souvenir di Porto Rico a Michael, quest'ultimo confessa la relazione alla dipendente, mandandola su tutte le furie. La donna comincia ad assumere un atteggiamento negligente nei confronti di Michael, non risparmiando schiamazzi e insulti nei confronti del proprio capo, il quale, pur alzando anch'egli i toni, non vuole far precipitare le cose. A fine giornata, mentre l'astio tra Pam e Michael continua a essere vivo, Jim cerca di consolare la donna, che ammette di aver esagerato.
Intanto, mosso dall'invidia, Dwight decide di tenere sotto controllo Jim, inserendo una cimice in una miniatura di un'anatra che l'uomo decide di regalare al proprio superiore. Jim non tarda ad accorgersi del sotterfugio, e riesce a punire il proprio dipendente. A fine giornata, tuttavia, l'impiegato rivela alle telecamere che l'anatra era un semplice diversivo, in quanto l'uomo aveva già piazzato una penna-cimice nell'ufficio senza essere scoperto.

## La vasca delle carpe koi
- Titolo originale: Koi Pond
- Diretto da: Reggie Hudlin
- Scritto da: Warren Lieberstein, Halsted Sullivan

### Trama
Jim, per condurre un affare, viene costretto dal proprio cliente a farsi accompagnare da Michael, così i due lasciano insieme l'ufficio: al ritorno, Michael si presenta completamente infradiciato, e di fronte allo stupore dei dipendenti emerge ben presto che l'uomo è caduto in uno stagno per carpe koi. La cosa causa l'ilarità dell'intero staff, e il manager accusa il colpo: allora, Jim suggerisce a Michael di puntare sull'autoironia per far perdere comicità all'avvenuto, ma quando Michael tenta di mettere in atto la cosa egli finisce per autocommiserarsi di fronte a tutti. Lo staff riesce quindi a reperire la registrazione dell'accaduto, e finiscono per constatare che Jim si è scansato appositamente per non impedire a Michael di cadere nello stagno, il tutto sotto gli occhi sbigottiti di Michael. I due si confrontano quindi faccia a faccia, e quando Jim rivela di essersi sentito nell'ombra di Michael, quest'ultimo ne gioisce, e lo perdona.
Intanto, Pam e Andy trascorrono fuori sede la giornata: dato che i due sono i salesman con la clientela più bassa, devono cooperare per portare nuovi clienti. Dato lo stato di gravidanza della donna, i papabili clienti cui i due si rivolgono continuano a confonderli per una coppia, e nonostante un'iniziale riluttanza, i due assecondano tale parvenza, pur non riuscendo a concludere alcun affare: il tutto consente tuttavia ai due di entrare in confidenza, e sentendo le parole di Andy, stufo di essere ancora single, su Erin, Pam comincia ad adoperarsi per accoppiare Erin con Andy.

## Doppio appuntamento
- Titolo originale: Double Date
- Diretto da: Jason Reitman
- Scritto da: Mindy Kaling

### Trama
In ufficio arriva Helena, la madre di Pam, per festeggiare il proprio compleanno assieme alla figlia, a Jim e a Michael, la relazione con il quale continua a procedere. Pam viene forzata da Jim a presenziare al pranzo con la madre e il proprio superiore, con iniziale disappunto. Durante il pranzo, Pam comincia a stemperare il proprio astio verso Michael, il quale invece, scoperta l'età della compagna (che ha appena compiuto 58 anni), prova forti dubbi sulla stabilità della loro relazione: l'uomo, infatti, è desideroso di costruire una famiglia e di condurre una vita ad alti ritmi, che la donna non è più in grado di sostenere. Così, proprio dopo che Pam gli rivela di cominciare a provare un senso di affetto per lui, Michael decide di rompere la propria relazione con Helena, di fronte a Jim e Pam. La tensione cresce nuovamente, e quando Pam e Michael si confrontano faccia a faccia in ufficio, la donna ottiene dall'uomo il permesso di sferrargli un pugno in volto. La donna decide di farlo di fronte all'intero staff, a fine giornata, ottenendo il supporto di molti colleghi. Tuttavia, sul punto di ricevere il pugno, Michael chiede scusa a Pam, che inizialmente desiste dal proprio intento: quando il manager aggiunge che è stata Helena a fare il primo passo, Pam perde le staffe e colpisce Michael, che viene soccorso da Dwight, che invano cerca di ottenere il licenziamento di Jim.

## Omicidio
- Titolo originale: Murder
- Diretto da: Greg Daniels
- Scritto da: Daniel Chun

### Trama
Wallace ha comunicato all'ufficio una smentita sulle notizie riportare dal Wall Street Journal riguardo a una possibile bancarotta per la Dunder Mifflin, ma l'intero staff di Scranton resta fortemente allarmato della possibilità di perdere il posto di lavoro. Mentre Jim e Oscar cercano di mantenere i piedi per terra, informandosi il più possibile sulla situazione, Michael decide di organizzare un gioco di ruolo di gruppo, ambientato nella città di Savannah, dove si è appena verificato un omicidio. Diversi membri dello staff partecipano attivamente al gioco, e Andy decide di proporre a Erin un appuntamento, ma nonostante l'assenso della donna l'uomo rimane confuso dal fatto che i due stanno ancora interpretando dei personaggi fittizi. Nel mentre, Oscar avvisa lo staff che la dirigenza ha stabilito la cessione dei pagamenti ai rivenditori, ragion per cui tutti ritornano a vedere il demone della disoccupazione. Michael prosegue tuttavia nel proprio gioco, coinvolgendo principalmente Dwight e Andy, che nel frattempo ha parlato con Erin, facendo involontariamente capire di non voler realmente uscire con lei, per la delusione di quest'ultima. Jim, riluttante di fronte ai propositi di Michael, riesce finalmente a contattare Wallace, dalle cui parole traspare tuttavia una situazione tutt'altro che serena, ma ciononostante l'uomo comincia ad assecondare Michael. A fine giornata, tutti sono tornati con i piedi per terra, eccetto Dwight, Andy e Michael, che fanno degenerare il gioco.

## Riunione degli azionisti
- Titolo originale: Shareholder Meeting
- Diretto da: Charles McDougall
- Scritto da: Justin Spitzer

### Trama
Il CEO della Dunder Mifflin, Alan Brand, invita ufficialmente Michael a presenziare a una cerimonia di azionisti organizzata dalla Dunder Mifflin, durante la quale egli verrà premiato per i propri successi lavorativi. Il manager decide di portare alla cerimonia a New York Andy, Dwight e Oscar, che intende protestare contro la cattiva amministrazione dei proprietari dell'azienda: l'impiegato, infatti, nota subito che la Dunder Mifflin non ha badato a spese nell'affitto di una limousine per Michael e di un'ampia sala per la cerimonia, nonostante il rischio di bancarotta. Arrivato a New York, Michael è eccitato più che mai, ma al momento dell'ingresso sul palco egli, assieme agli altri dirigenti della Dunder Mifflin, viene travolto da una bordata di fischi da parte degli azionisti e degli impiegati, furibondi per il problema finanziario della compagnia. Voglioso di ricevere consensi e applausi, Michael comincia a straparlare, facendo menzione a un inesistente piano di risanamento di 45 giorni che manda in giubilo gli azionisti e, parallelamente, in paranoia e confusione i dirigenti, che gli spiegano privatamente che la Dunder Mifflin non ha alcun piano da attuare. Michael è a corto di idee, e cerca invano di far affidamento su Oscar, per poi essere insultato dall'altro CEO della compagnia, l'ex-senatore Chris O'Keef: di rimando, Michael dichiara di essere l'unico nell'azienda a portare degli introiti in cassa, e dopo aver rispedito l'insulto al mittente, l'uomo abbandona in fretta e furia la sede della cerimonia, fuggendo assieme ai tre impiegati a bordo della limousine che O'Keef gli intendeva sottrarre. Sul finale, la telecamera mostra il tracollo del prezzo delle azioni della Dunder Mifflin.
Intanto, in ufficio Jim constata che i suoi impiegati non lo temono minimamente, a causa della sua indole docile e poco propensa ai toni alti, in aggiunta al fatto che Jim non ha in potere il licenziamento dei dipendenti. Infastidito da ciò, Jim, notando le negligenze di Ryan, decide di spostare la sua scrivania in uno stretto sgabuzzino senza accesso a internet, e dichiara la cosa di fronte a tutti gli impiegati, ignorando le scuse del dipendente.
- Altri interpreti: Alan Fudge (Alan Brand)

## I pargoli di Scott
- Titolo originale: Scott's Tots
- Diretto da: B. J. Novak
- Scritto da: Gene Stupnitsky e Lee Eisenberg

### Trama
Erin comunica a Michael che l'uomo è stato invitato a recarsi presso l'istituto superiore frequentato dalla classe degli Scott's Tots, che dieci anni prima avevano ricevuto una promessa ufficiale da parte del manager, che si era detto pronto a pagare le tasse del college di ciascuno di loro quando sarebbe venuto il momento. Su esortazione di Pam, Michael e Erin si recano alla scuola per comunicare il fatto che il manager non può mantenere la promessa, ma ben presto i due si accorgono che la classe ha sviluppato una profonda devozione e ammirazione per Michael, fiduciosi di ricevere da quest'ultimo il premio tanto desiderato: Michael, a fine giornata, dopo i vari festeggiamenti, è costretto a rivelare la verità, causando enorme disappunto negli studenti. Abbattuto, Michael fa ritorno a casa accompagnato da Erin, che riesce tuttavia a consolarlo. La donna le rivela quindi di ambire al ruolo di contabile, pur non avendo le capacità per farlo, e Michael le confessa di aver assegnato tale incarico a Kevin nonostante la sua richiesta di assunzione come magazziniere, sostenendo di avere buone sensazioni su di lei.
Intanto, in ufficio Dwight organizza una cospirazione contro Jim, fingendo di volerlo aiutare nell'assegnazione del neonato premio di impiegato del mese. Dwight elabora una lista in grado di determinare il vincitore grazie al solo utilizzo del computer, e Jim lo asseconda, scoprendo tuttavia che le valutazioni erano state assegnare di modo da far vincere il premio a Jim stesso. Il manager, tuttavia, se ne accorge a cerimonia già iniziata, e di fronte al disappunto generale decide di assegnare il premio al secondo classificato, ovvero Pam, tra le proteste generali. Jim viene quindi contattato, come da programma di Dwight, da Wallace, furibondo per le (false) lamentele fattegli pervenire da Dwight stesso, ma con sorpresa di quest'ultimo Jim non viene licenziato, e anzi Wallace gli chiede perdono per lo sfogo. A fine giornata, Ryan si confronta a quattr'occhi con Dwight, sostenendo di essere a conoscenza del suo piano, e di volerlo aiutare nell'estromettere Jim dalla carica di manager.

## Babbo Natale segreto
- Titolo originale: Secret Santa
- Diretto da: Randall Einhorn
- Scritto da: Mindy Kaling

### Trama
In ufficio sta venendo organizzato il consueto party natalizio, ma quando Michael, che si traveste come ogni anno da Babbo Natale, arriva in sede, egli nota con stupore che tale ruolo è stato già preso da Phyllis, su autorizzazione di Jim. Il manager, tuttavia, è contrario alla cosa, e dopo aver cercato di prendersi la scena, senza riuscirci, decide di travestirsi da Gesù, cominciando tuttavia a mettere i bastoni tra le ruote a Phyllis. Infine, Michael decide di contattare Wallace per lamentarsi della cosa, venendo tuttavia a sapere dallo stesso CFO che l'azienda ha ricevuto un'offerta di acquisto di proprietà, e che tutti perderanno il proprio posto di lavoro. Turbato, Michael riferisce allo staff la notizia, così Jim lo esorta a contattare nuovamente il CFO, che spiega agli impiegati che a perdere il posto saranno i dirigenti, mentre lo staff di Scranton è destinato a rimanere intatto, a causa dei buoni risultati che continua a registrare tale filiale. Ne consegue un'enorme festa.
Con la buona notizia portata da Wallace, il clima in ufficio ritorna sereno e gioioso, e tutti cominciano a scambiarsi i propri regali. A far più scalpore è Andy, che, dovendo fare un regalo a Erin e cercando di far colpo sulla stessa segretaria, ha deciso di farle recapitare dei regali su ispirazione di Twelve Days of Christmas: inizialmente, Erin non accoglie di buon grado la cosa, dal momento che Andy fa recapitare a Erin degli uccelli ancora vivi, ma quando infine Andy si presenta accompagnato dai dodici tamburini, la donna ne gioisce. Oscar, invece, fa la conoscenza del magazziniere Matt.
- Altri interpreti: Sam Daly (Matt)

## Il banchiere
- Titolo originale: The Banker
- Diretto da: Jeffrey Blitz
- Scritto da: Jason Kessler

### Trama
L'ufficio accoglie Eric Ward, un investitore finanziario occupato in una due diligence per l'acquisizione della proprietà della Dunder Mifflin. Al momento, tuttavia, l'intera dirigenza della compagnia ha perso il proprio incarico, e Michael è formalmente il lavoratore della Dunder Mifflin con il ruolo maggiore, pertanto decide di organizzare la giornata a suo piacimento, allestendo l'ufficio di modo da farlo sembrare all'avanguardia tecnologica, con la complicità di Pam, Andy e Dwight. Ward si rivolge quindi a Toby per avere informazioni dettagliate sull'ambiente lavorativo, e ne segue un'ampia rievocazione dei momenti più ilari, tragici e toccanti del girato sulla Dunder Mifflin.
- Altri interpreti: David Costabile (Eric Ward)

## Sabre
- Titolo originale: Sabre
- Diretto da: John Krasinski
- Scritto da: Jennifer Celotta

### Trama
La Dunder Mifflin è stata ufficialmente acquisita dalla Sabre, azienda impegnata nella vendita di stampanti, e l'ufficio dà così il benvenuto a Gabe Lewis, incaricato della visita alle filiali emergenti dell'azienda. Michael, seppur inizialmente entusiasta, si rende ben presto conto del gran numero di cambiamenti che lui e i suoi sottoposti dovranno affrontare: colto dalla paranoia, egli finisce per avere un colloquio telematico con Jo Bennet, CEO della compagnia, lamentandosi di avere a disposizione poco tempo per accettare questi stravolgimenti. La donna, tuttavia, gli intima di non perdere tempo, così Michael decide di far visita a David Wallace, per un confronto sulla vicenda. Wallace è tuttavia in un aspetto trasandato, e le telecamere mostrano a poco a poco il tracollo che l'uomo ha subito dopo la bancarotta della Dunder Mifflin: anche Michael se ne rende ben presto conto, e dopo aver assecondato i pensieri di Wallace, l'uomo decide di liquidarlo con cortesia, confidando alle telecamere i suoi pensieri sulla spiacevole crisi di Wallace.
In ufficio, intanto, Erin e Andy continuano la loro danza di corteggiamento: entrambi confessano alle telecamere di volere la medesima cosa, ma nessuno dei due vuole prendersi l'onere di fare il primo passo, e la situazione si protrae fino all'esasperazione. Jim e Pam, invece, lasciano l'ufficio per visitare uno dei migliori asili della zona, ma il colloquio prende una inaspettata, pessima piega dopo che Jim sorprende il direttore Jerry nel bagno destinato agli infanti.
- Altri interpreti: Kathy Bates (Jo Bennet), Joey Slotnick (Jerry), Zach Woods (Gabe Lewis)

## Il manager e il venditore
- Titolo originale: The Manager and the Salesman
- Diretto da: Ken Kwapis
- Scritto da: Mindy Kaling

### Trama
Nel giorno di San Patrizio, a far visita negli uffici di Scranton è il CEO della Sabre in persona, Jo Bennet, che viene presto a sapere della compresenza di due regional manager (Michael e Jim), motivo per cui la donna comincia a ragionare sul declassamento di uno dei due ad addetto alle vendite. Sia Jim sia Michael si dimostrano attaccati all'attuale incarico, ma dopo che entrambi hanno scoperto che la nuova politica aziendale prevede dei bonus di vendita per i salesman, Michael riesce a farsi retrocedere ad addetto vendite, mentre Jim ottiene l'incarico di manager. Ben presto, tuttavia, Michael si accorge che il nuovo incarico non gli calza più come un tempo, e chiede a Jim di poter invertire i compiti, ottenendo l'approvazione della Bennet: Jim ritorna così un salesman, mentre Michael riprende il proprio incarico di manager.
Intanto, Andy cerca di far colpo su Erin regalandole un biglietto per San Valentino, ma per non dare nell'occhio decide di regalarne uno a ciascun collega. Sfortunatamente, Kelly riceve un biglietto sentimentale, e la donna comincia a crede che Andy ne sia innamorato, per dispiacere di Erin. L'equivoco viene poi chiarito, per la contentezza di Erin, che continua a covare la speranza di uscire con Andy.

## Il parto
- Titolo originale: The Delivery (part 1 & 2)
- Diretto da: Seth Gordon (prima parte); Harold Ramis (seconda parte)
- Scritto da: Daniel Chun (prima parte); Charlie Grandy (seconda parte)

### Trama
L'intero ufficio ha gli occhi puntati su Pam, per la quale sta ormai giungendo il momento di partorire. Mentre la cosa comincia a dare sui nervi Dwight, che chiede ad Angela di procreare, trovando un iniziale entusiasmo della donna che va poi scemando, Michael è il primo a preoccuparsi delle condizioni della donna, causando il nervosismo di Jim, che vorrebbe accudire la propria moglie privatamente: la donna stessa, inoltre, è riluttante a recarsi in ospedale, in quanto vorrebbe attendere la mezzanotte per sfruttare al massimo la propria assicurazione sanitaria. A poco a poco, tuttavia, la situazione si fa insostenibile: Pam subisce la rottura delle acque, e le contrazioni cominciano a intensificarsi fino a un intervallo di due minuti. La donna si dice spaventata ad andare in ospedale, ma Jim, Michael e Dwight riescono a convincerla e portarla fuori dall'ufficio. Mentre Dwight lascia i tre per recuperare l'iPod di Pam lasciato a casa della coppia, la donna arriva in ospedale, ed entra in un travaglio di 19 ore, al termine del quale viene al mondo la piccola Cecelia Marie Halpert.
Il post-parto non è così sereno come Jim e Pam speravano: dopo alcune difficoltà nell'allattamento, Pam decide di tenere Cecelia con sé durante la notte, anziché lasciarla in infermeria, ma la neo-mamma finisce, nel sonno, per svegliarsi e cominciare ad accudire la neonata di un'altra donna. Infine, la coppia riesce a superare la notte assieme a Cecelia, e sul punto di lasciare l'ospedale, Jim sorprende con gioia Pam riuscire ad allattare la neonata.
In ufficio, intanto, Michael, galvanizzato dalla felicità che Jim e Pam stanno vivendo, cerca di formare nuove coppie all'interno del suo staff, ritenendosi ormai un esperto in materia. Il manager, in particolare, comincia a vedere di buon occhio Erin e Kevin, e cerca di favorire un loro approfondimento di conoscenze. Erin, pur non provando alcun interesse per il collega, accetta un'uscita a pranzo, che finisce per far ingelosire Andy, il quale di rimando decide finalmente di chiedere un appuntamento alla segretaria, con successo.
- Altri interpreti: Melissa Rauch (altra mamma)

## La festa di San Patrizio
- Titolo originale: St. Patrick's Day
- Diretto da: Randall Einhorn
- Scritto da: Jonathan Hughes

### Trama
È arrivato il giorno di San Patrizio, che coincide anche con l'ultimo giorno della permanenza della Bennet negli uffici di Scranton. Michael continua a far di tutto per entrare nelle grazie del nuovo CEO, ma inaspettatamente la donna comincia a vedere di buon occhio Darryl, il quale, dopo aver proposto un sistema più efficiente ed economico per la spedizione dei prodotti, viene promosso a impiegato dell'ufficio, andando peraltro a occupare l'ormai vecchia postazione di lavoro di Jim. Man mano che le ore passano, i dipendenti si fanno sempre più frementi all'idea di poter festeggiare San Patrizio, ma devono fare i conti con la personalità dispotica della Bennet, che dispone la permanenza in ufficio oltre l'orario di lavoro. La cosa manda sui nervi tutti, in particolare Michael, che freme per poter incontrare l'amico Todd Packer.
Ne seguono così vari tentativi da parte dei lavoratori per lasciare in anticipo l'ufficio: Jim, volenteroso di tornare a casa da Pam e Cecelia, riesce a incastrare al lavoro Dwight rubandone la scusa per lasciare l'ufficio; Andy, invece, finge di essere ammalato per poter uscire con Erin, la quale, raffreddata, è costretta a stare a casa: benché la serata inizi sotto un buon auspicio, Andy scopre che la ragazza convive con il proprio fratellastro, con il quale condivide un rapporto fin troppo intimo; Michael, invece, pur obbedendo inizialmente alla Bennet, decide infine di mandare a casa i suoi dipendenti, ottenendo del rispetto da parte del CEO.

## Nuove liste
- Titolo originale: New Leads
- Diretto da: Brent Forrester
- Scritto da: Brent Forrester

### Trama
La politica aziendale della Sabre offre molti favoritismi ai salesman, e negli uffici di Scranton la cosa si manifesta con un atteggiamento arrogante da parte degli addetti vendita, che innervosisce il restante staff. In particolare, non appena arrivano le leads in ufficio, Michael decide di non consegnarli ai venditori come di dovere, bensì di nasconderli, affidandoli alle mani degli altri dipendenti. Così, mentre Jim deve risolvere gli indovinelli del manager, Phyllis è costretta a sopportare le angherie di Angela, Andy deve stare al gioco di Erin, e Stanley deve sopportare i litigi di Ryan e Kelly. Dwight, invece, scopre che Kevin ha nascosto le sue leads nella spazzatura, che è stata però inavvertitamente raccolta e portata in discarica. Michael, colto dal panico, si reca con Dwight in discarica, e i due hanno un lungo diverbio su come il loro rapporto sia cambiato nel corso degli anni.
Intanto, in ufficio gli addetti alle vendite studiano una tattica per riappacificarsi con gli altri colleghi. I quattro salesman, infine, concordano, pur con diverse riserve, nell'offrire ai colleghi il 2% dei loro bonus, ma si rallegrano nello scoprire che i dipendenti si sono accontentati di un semplice buffet a base di dolci da loro offerto. A fine puntata, Andy trova finalmente il coraggio di baciare Erin.

## Happy hour
- Titolo originale: Happy Hour
- Diretto da: Paul Lieberstein
- Scritto da: Aaron Shure

### Trama
Con l'intento di trascorrere una serata con Matt, Oscar chiede a Darryl di indire una serata presso un happy hour di Scranton, invitando i dipendenti dell'ufficio e i magazzinieri. Per l'occasione, fa il suo ritorno Pam, desiderosa più che mai di ritornare alla propria quotidianità: la donna ne approfitta inoltre per portare con sé l'amica Julie, con l'intento di presentarla a Michael. Erin e Andy, invece, sono nelle prime fasi della loro relazione, che intendono mantenere segreta pur con un certo insuccesso e con inutili paranoie. Dwight e Angela, invece, intendono approfittare dell'occasione per discutere del loro contratto sull'avere un bambino.
La serata prende per tutti un buon avvio, e la naturale scioltezza di Michael gli frutta una buona opinione da parte di Julie. Quando però Jim gli rivela che il loro è un incontro combinato, il manager cambia completamente atteggiamento, galvanizzato dalla situazione, e dopo aver stravolto il proprio look adotta un'attitudine spavalda che da un lato mette a disagio Julie, dall'altro attira la collera di Donna, manager del locale, che lo minaccia di cacciarlo fuori. Michael, pur essendosi scusato, cerca un confronto diretto con Donna, ma i toni dei due si fanno sempre rilassati, e i due finiscono per trascorrere il resto della serata assieme, a scapito di Julie. Dwight, invece, incontra Isabel, e perde completamente interesse per Angela, volenteroso di stare con la migliore amica di Pam: la collega, quindi, cercherà di allontanare Isabel da Dwight parlando del contratto, ma senza riuscirci, tanto che Isabel e Dwight finiscono per baciarsi.
Oscar, invece, conclude la serata sconsolato, dato che Matt non si è fatto vivo: l'uomo si fa convincere da Darryl che lui e Matt abbiano ben poco da spartire, ma quando quest'ultimo si presenta al locale, l'impiegato torna subito i suoi passi.
- Altri interpreti: Amy Pietz (Donna), Laurie Okin (Julie)

## Il Giorno della Segretaria
- Titolo originale: Secretary's Day
- Diretto da: Steve Carell
- Scritto da: Mindy Kaling

### Trama
È il giorno dedicato ai professionisti amministrativi, e Andy intende rendere la giornata memorabile per la festeggiata Erin, organizzando infatti un pranzo speciale tra lei e Michael, che accetta pur con riluttanza. La sua cattiva attitudine di fronte all'incontro, tuttavia, lo spinge a rivelare a Erin la passata relazione tra Andy e Angela, con menzione anche al loro fidanzamento ufficiale: la donna accoglie malamente la notizia, e, di ritorno in ufficio, si accende di ira nei confronti del proprio compagno, lanciandogli una fetta di torta in faccia e rifiutandosi di chiarire con il diretto interessato, nonostante i continui tentativi di mediazione dei colleghi. A fine giornata, Andy, dopo aver fallito nuovamente un approccio con la segretaria, osserva dalla propria auto Michael ed Erin intenti a ridere e scherzare.
Intanto, Kevin fa presente a Gabe che molti suoi colleghi hanno cominciato a deriderlo personalmente dopo che Oscar ha realizzato un videomontaggio nel quale la voce di Kevin veniva prestata a Cookie Monster, personaggio di Sesame Street. Gabe decide così di punire Jim, Pam e, ingiustamente, Dwight per le reiterate prese in giro, ma è costretto dai suoi superiori a ritirare la punizione stessa (in quanto non abilitato a infierirla), causando l'ilarità dell'intero ufficio, che comincerà quindi a prendere in giro proprio Gabe.

## Linguaggio del corpo
- Titolo originale: Body Language
- Diretto da: Mindy Kaling
- Scritto da: Justin Spitzer

### Trama
Jim e Pam fanno occasionalmente coppia di vendita quando in ufficio arriva Donna, la proprietaria dell'happy hour che Michael aveva precedentemente conosciuto, interessata alla conclusione di un affare. Il manager è molto interessato alla donna, e ritiene che tra i due vi sia un certo feeling, il che lo porta a tentare più volte di sedurla, provando a propinarle alcune riviste di Victoria's Secret e mostrandole delle diapositive erotiche. La donna, tuttavia, ricambia il flirt solamente per una migliore conclusione dell'affare, e ben presto Jim lo fa presente a Michael: a lui si aggiungono diversi altri colleghi, che spiegano a Michael che Donna non è realmente interessata a lui. Michael, tuttavia, sostiene l'esatto contrario, e trovando più volte il consenso di Pam non demorde. A fine giornata, la donna respinge nuovamente Michael, che tenta anche di baciarla, e nonostante Pam si dica d'accordo con Jim, Michael la raggiunge ugualmente nel parcheggio, dove a sorpresa i due si baciano, senza tuttavia che lo staff dell'ufficio ci creda.
Intanto, Dwight, intimorito dalla possibilità che Darryl scali le gerarchie iscrivendosi a un training program riservato a chi appartenga a una minoranza, decide di convincere Kelly a parteciparvi, sicuro che la donna non possa rappresentare una minaccia. Tuttavia, quest'ultima finisce per fare comunella con Ryan, al quale Kelly promette un ruolo da manager di Scranton una volta salita al potere, così Dwight è costretto a tentare ogni sorta di escamotage per sabotarla, dato che Darryl si dice non intenzionato a concorrere per tale premio. Infine, Kelly riuscirà a ottenere il posto per tale training program.

## L'insabbiamento
- Titolo originale: The Cover-Up
- Diretto da: Rainn Wilson
- Scritto da: Lee Eisenberg e Gene Stupnitsky

### Trama
Michael è galvanizzato dalla sua relazione con Donna, e avendo per la testa solamente questa cosa decide di organizzare una riunione d'ufficio per chiedere consigli ai suoi dipendenti: la situazione si stravolge tuttavia quando Ryan e Kelly gli fanno presente che la donna potrebbe star tradendo il manager, così quest'ultimo decide di inviare Dwight a sorvegliarla, colto dal sospetto. In palestra, Dwight fa saltare malamente la propria copertura, e confessa a Donna che Michael non si fida di lei: ella si reca così in ufficio, si chiarisce con Michael e i due cominciano a programmare il loro primo weekend in trasferta. Nel frattempo, Andy, dopo aver ricevuto una lamentela di un cliente per una stampante che ha preso fuoco, non venendo badato da Gabe, si rivolge a Darryl, che decide di prenderlo in giro fingendo che esista una cospirazione che Andy stesso ha scoperto.
Spinto da Darryl, Andy decide di realizzare un video per denunciare la fantomatica cospirazione: a sorpresa, anche la stampante usata in video prende fuoco, lasciando sbigottito lo stesso Darryl. Pam, invece, scopre mediante Facebook che Donna frequenta effettivamente un altro uomo, e informa Michael. Il manager cerca così un confronto con Donna, e dopo aver tentato maldestramente di metterla spalle al muro le rivela di sapere del terzo incomodo: a sorpresa, Donna rivela che tale uomo è suo marito, e Michael realizzare di essere egli stesso l'amante.

## L'idiota
- Titolo originale: The Chump
- Diretto da: Randall Einhorn
- Scritto da: Aaron Shure

### Trama
L'ufficio si prepara per accogliere un Michael stravolto dalla rottura con Donna, ma l'uomo si manifesta ilare e scherzoso come sempre: i dipendenti scoprono quindi che Michael non ha interrotto la relazione con la donna, e in molti tentano di convincerlo a farlo. Tra questi, Andy, che ha sperimentato il ruolo di compagno tradito, lo convince ad andare a conoscere il marito di Donna (che di professione allena una squadra giovanile di baseball), per prendere coscienza della situazione. Intanto, Angela e Dwight non riescono a trovare un compromesso per l'annullamento del contratto sul bambino, e la contabile riesce a estorcere al collega cinque performance sessuali, ragion per cui Dwight stesso tenta di sterilizzarsi prima della prima sessione. Intanto, Gabe indaga sulla voce riguardante le stampanti che prendono fuoco, rivolgendosi a Jim e Pam, che sono tuttavia troppo esausti per rendere bene sul posto di lavoro, a causa della loro neonata.
Di ritorno dal campo di baseball dove Michael e Andy hanno conosciuto il marito di Donna, il manager continua a dirsi disinteressato del fatto di essere un amante, cosa che spinge Ryan a tentare di emularlo chiedendo a Erin di uscire, fallendo. Nonostante le proteste dei dipendenti, Michael lascia infine l'ufficio per recarsi in un motel con Donna, ma, sulla strada per il luogo di ritrovo, l'uomo decide di rompere con la propria compagna. Infine, Michael stesso viene intervistato da una troupe della WBRE-TV, riguardo proprio alle stampanti difettose.

## Il delatore
- Titolo originale: Whistleblower
- Diretto da: Paul Lieberstein
- Scritto da: Warren Lieberstein, Halsted Sullivan

### Trama
La Sabre è colta dallo scandalo mediatico legato alle stampanti difettose, e in ufficio a Scranton arriva Jo Bennet, decisa a scovare il colpevole della fuga di notizie. L'ufficio sospetta apertamente di Andy, che tuttavia non ammette la propria colpevolezza, ragion per cui la Bennet incarica il responsabile informatico Nick di recuperare i dati di ogni computer. Intanto, scagionatosi dalle accuse, Michael scopre da Darryl che l'impiegato stesso ha rivelato la notizia a una giornalista conosciuta in un bar; a lui si aggiungono anche Pam, che ha riferito la cosa alla compagna di un giornalista, e Kelly, che ne ha parlato in un proprio tweet. Anche Dwight riesce a scagionarsi, e la Bennet, considerati i suoi alti profitti, gli consiglia di investire in proprietà immobiliari: l'impiegato comincia così a informarsi sull'acquisizione proprio dello Scranton Business Park, ovvero l'area con l'edificio dei business principali di Scranton, tra cui la Sabre.
Su richiesta di Pam, Kelly e Darryl, Michael cerca di addolcire Jo prima che i colpevoli (cui si aggiunge anche David Wallace) confessino, ma il CEO non fa altro che insospettirsi, e di fronte a un Michael inamovibile sul fronte confessioni, la Bennet lo invita a un colloquio privato nel proprio hangar. Qui, Michael rivela di aver vissuto un anno difficile, e di sentire soprattutto la mancanza di Holly; Jo, invece, confessa di non sentirsi in grado di affrontare pubblicamente lo scandalo mediatico, timorosa che tutti la ricorderanno solo per questo. In ufficio, intanto, Nick, venendo maltrattato dai colleghi anche sul punto di lasciare Scranton, rivela pubblicamente che il colpevole è Andy: per la mancata confessione, i colleghi lo rimproverano e lo trattano con sgarbo, eccezion fatta per Erin, che si congratula per il suo coraggio.
A fine puntata, viene riportato il discorso di scuse della Sabre, pronunciato alle telecamere da Michael, che si è infatti offerto di prendersene la responsabilità al posto della Bennet. Il CEO, per ringraziarlo, lo informa che cercherà di riportare a Scranton Holly.
- Altri interpreti: Nelson Franklin (Nick)